# Supersisters
Supersisters è il nome di una serie di 72 figurine prodotte e distribuite negli Stati Uniti d'America dalla Supersisters, Inc. nel 1979. Avevano per protagoniste un gruppo di donne famose della politica, dei media e dell'intrattenimento, della cultura, dello sport e di altri campi. Le carte furono ideate in risposta alle svariate carte collezionabili popolari tra i bambini negli Stati Uniti a quell'epoca, ritraenti principalmente protagonisti di genere maschile.

## Nascita e storia
Le cartoline furono create dalla signora Lois Rich di Irvington e da sua sorella Barbara Egerman di Ridgefield; quest'ultima era un'insegnante, bibliotecaria e fondatrice della sezione dell'Ohio della National Organization for Women. Le due sorelle idearono le figurine nel 1978, quando Melissa, figlia di nove anni della signora Rich, le domandò come mai non ci fossero donne sulle carte collezionabili in circolazione. Lois Rich scoprì anche che gli studenti di una scuola elementare locale non erano in grado di nominare cinque donne famose. Le signore Rich ed Egerman ricevettero una sovvenzione di quattromila dollari dal Dipartimento dell'Istruzione dello Stato di New York e scrissero a quasi 500 donne di spicco in vari campi.
Non contattarono volutamente un certo numero di donne in vista, tra cui Anita Bryant, Angela Davis, Phyllis Schlafly e il cast di Charlie's Angels. Tra coloro che non risposero alla lettera o declinarono l'invito a partecipare all'iniziativa ci furono Jane Fonda, Betty Ford, Rosalynn Carter ed Ella Grasso. Le prime 72 donne che risposero, vennero incluse nel set di figurine. Nel 1981, le creatrici dichiararono di aver venduto 15.000 set di carte collezionabili, vendendone molti a scuole e college. L'idea alla base del progetto fu quella che le figurine potessero proporre modelli femminili positivi e che questo avrebbe aiutato sia le ragazze nell'autoaffermazione sia i ragazzi a concepire il fatto che nessuna possibilità dovesse essere preclusa in base al genere. Insieme alle carte, venne fornito agli insegnanti anche un manuale che spiegava come lo strumento potesse essere utilizzato ai fini dell'apprendimento e che suggeriva domande da porre agli studenti per favorire la discussione, come "Che cos'è uno stereotipo? Riesci a trovare qualche esempio nei testi scolastici, nei libri, nei programmi televisivi e negli spot pubblicitari o nelle pubblicità delle riviste?". Nella guida, vi era scritto:
1. Aumentare la consapevolezza del contributo delle donne alla società
2. Contrastare gli stereotipi sui ruoli sessuali
3. Introdurre un'ampia varietà di possibilità di carriera
4. Aumentare la conoscenza degli eventi e dei problemi attuali
5. Fornire materiale di lettura e abilità linguistiche approvato dai pari»
La struttura della figurina vede da un lato una fotografia della protagonista, mentre dall'altro sono riportate una serie di statistiche, traguardi e informazioni personali sulla donna ritratta. Alcune carte contengono anche una frase motivazionale scritta dalla protagonista. La numerazione della carta non definisce un criterio di importanza o rilievo, ma è semplicemente l'ordine in cui le protagoniste risposero all'invito.
Il successo delle figurine Supersisters portò le creatrici a progettare la realizzazione di un secondo set, che avrebbe incluso anche donne famose della storia passata e donne che avevano svolto mestieri fino ad allora ritenuti prevalentemente maschili, tuttavia il progetto non vide mai la luce. Per la seconda serie, le due sorelle avevano ottenuto la partecipazione di personaggi del calibro di Betty Friedan, Patsy Mink, Maya Angelou e Rita Moreno.
La reazione alle figurine Supersisters fu in larga parte positiva, anche se alcuni critici successivi definirono le carte "fuorvianti" e "banali". I set di carte collezionabili si trovano nella collezione del Dipartimento Disegni e Stampe presso il Museum of Modern Art di New York e nelle biblioteche dell'Università dell'Iowa e dell'Università di Harvard.

## Figurine
| Carta # | Nome                    | Occupazione                                              |
| ------- | ----------------------- | -------------------------------------------------------- |
| 1       | Suzy Chaffee            | Sciatrice olimpica                                       |
| 2       | Nancy Dickerson         | Giornalista                                              |
| 3       | Pat Schroeder           | Membro della Camera dei rappresentanti degli Stati Uniti |
| 4       | Margaret Chase Smith    | Membro del Senato degli Stati Uniti                      |
| 5       | Lynn D. Salvage         | Banchiera                                                |
| 6       | Sally J. Priesand       | Rabbina                                                  |
| 7       | Letty Cottin Pogrebin   | Scrittrice                                               |
| 8       | Bella S. Abzug          | Membro della Camera dei rappresentanti degli Stati Uniti |
| 9       | Helen Reddy             | Cantante                                                 |
| 10      | Lois Gould              | Scrittrice                                               |
| 11      | Sonia Manzano           | Attrice                                                  |
| 12      | Helen Thomas            | Giornalista                                              |
| 13      | Virginia Hamilton       | Scrittrice                                               |
| 14      | Carla Anderson Hills    | Membro del Gabinetto degli Stati Uniti d'America         |
| 15      | Mary Louise Smith       | Presidente della Republican National Committee           |
| 16      | Margaret Mead           | Antropologa                                              |
| 17      | Wendy Boglioli          | Nuotatrice olimpica                                      |
| 18      | Julie Harris            | Attrice                                                  |
| 19      | Rosie Casals            | Tennista                                                 |
| 20      | Elly Peterson           | Politica                                                 |
| 21      | Mary Rose Oakar         | Membro della Camera dei rappresentanti degli Stati Uniti |
| 22      | Linda Winikow           | Membro del Senato dello Stato di New York                |
| 23      | Lucinda Franks          | Giornalista                                              |
| 24      | Bonnie Tiburzi          | Prima donna pilota di una grande compagnia aerea         |
| 25      | Leonor K. Sullivan      | Membro della Camera dei rappresentanti degli Stati Uniti |
| 26      | Caroline Bird           | Scrittrice                                               |
| 27      | Rosa Parks              | Pioniera dei diritti civili                              |
| 28      | Helen Stevenson Meyner  | Membro della Camera dei rappresentanti degli Stati Uniti |
| 29      | Doriot Anthony Dwyer    | Flautista                                                |
| 30      | Lindy Cochran           | Sciatrice                                                |
| 31      | Maxine Kumin            | Poetessa                                                 |
| 32      | Gloria Steinem          | Scrittrice                                               |
| 33      | Gladys Noon Spellman    | Membro della Camera dei rappresentanti degli Stati Uniti |
| 34      | Malvina Reynolds        | Cantautrice                                              |
| 35      | Eleanor Cutri Smeal     | Presidente della National Organization for Women         |
| 36      | Ann Carr                | Ginnasta                                                 |
| 37      | Laura Lee Ching         | Surfista                                                 |
| 38      | Shari Lewis             | Personaggio televisivo                                   |
| 39      | Barbara A. Mikulski     | Membro della Camera dei rappresentanti degli Stati Uniti |
| 40      | Meredith Monk           | Compositrice e coreografa                                |
| 41      | Barbara Gardner Proctor | Pubblicitaria                                            |
| 42      | Katharine Graham        | Editrice                                                 |
| 43      | Ruby Dee                | Attrice                                                  |
| 44      | Marlo Thomas            | Attrice                                                  |
| 45      | Kathrine Switzer        | Maratoneta                                               |
| 46      | Miki Gorman             | Maratoneta                                               |
| 47      | Barbara Ann Cochran     | Sciatrice olimpica                                       |
| 48      | Wendy Turnbull          | Tennista                                                 |
| 49      | Shirley M. Hufstedler   | Membro del Gabinetto degli Stati Uniti d'America         |
| 50      | Kathy Johnson           | Ginnasta                                                 |
| 51      | Claudia Weill           | Regista                                                  |
| 52      | Jane Pauley             | Giornalista                                              |
| 53      | Janet Guthrie           | Pilota automobilistica                                   |
| 54      | Debbie Gary Callier     | Pilota di aerei                                          |
| 55      | Jane Alexander          | Attrice                                                  |
| 56      | Jane Trahey             | Pubblicitaria                                            |
| 57      | Jane Cahill Pfeiffer    | Dirigente televisiva                                     |
| 58      | Cindy Nelson            | Sciatrice                                                |
| 59      | Rhonda Schwandt         | Ginnasta                                                 |
| 60      | Jane Bryant Quinn       | Giornalista                                              |
| 61      | Sarah Weddington        | Avvocatessa                                              |
| 62      | Robin Morgan            | Scrittrice                                               |
| 63      | Jackie Cassello         | Ginnasta                                                 |
| 64      | Cathy Rigby Mason       | Ginnasta olimpica                                        |
| 65      | Melanie Smith           | Cavallerizza olimpica                                    |
| 66      | Buffy Sainte-Marie      | Cantante                                                 |
| 67      | Natalie Dunn            | Pattinatrice a rotelle                                   |
| 68      | Cathy Carr              | Nuotatrice olimpica                                      |
| 69      | Leslie Uggams           | Attrice                                                  |
| 70      | Helen Hayes             | Attrice                                                  |
| 71      | Shirley Chisholm        | Membro della Camera dei rappresentanti degli Stati Uniti |
| 72      | Ntozake Shange          | Poetessa                                                 |